# Ligne de tramway 503
La ligne 503 est une ancienne ligne de tramway vicinal de la Société nationale des chemins de fer vicinaux (SNCV) qui reliait Amberloup à Libramont.

## Histoire
9 juillet 1910 : mise en service entre la gare de Libramont et le dépôt d'Amberloup; exploitation par la SA l'Ardennaise (Ard); traction vapeur; capital no 143.
20 mai 1951 : suppression du trafic voyageurs.
29 septembre 1955 : suppression du trafic fret entre Libramont et Moircy.
1959 : suppression du trafic fret entre Moircy et Amberloup.